# Drużynowe mistrzostwa świata w long tracku
Drużynowe mistrzostwa świata w long tracku – cykl zawodów żużlowych na długim torze, organizowanych pod patronatem Międzynarodowej Federacji Motocyklowej (FIM) od 2007 roku.

## Medaliści
| Rok                          | Miejsce           | Złoto                                                                              | Srebro                                                                                 | Brąz                                                                                       | Źr.   |
| ---------------------------- | ----------------- | ---------------------------------------------------------------------------------- | -------------------------------------------------------------------------------------- | ------------------------------------------------------------------------------------------ | ----- |
| Drużynowe mistrzostwa świata |                   |                                                                                    |                                                                                        |                                                                                            |       |
| 2007                         | Morizès           | Niemcy · Gerd Riss · Stephan Katt · Enrico Janoschka · Matthias Kröger             | Wielka Brytania · Paul Hurry · Andrew Appleton · Glen Phillips · Mitch Godden          | Francja · Stéphane Trésarrieu · Mathieu Trésarrieu · Christophe Dubernard · Philippe Ostyn |       |
| 2008                         | Werlte            | Niemcy · Gerd Riss · Stephan Katt · Bernd Diener · Matthias Kröger                 | Holandia · Dirk Fabriek · Jannick de Jong · Erik Eijbergen · Mark Stiekema             | Wielka Brytania · Glen Phillips · Richard Hall · Mitch Godden · Vince Kinchin              |       |
| 2009                         | Eenrum            | Niemcy · Gerd Riss · Matthias Kröger · Richard Speiser · Enrico Janoschka          | Holandia · Jannick de Jong · Dirk Fabriek · Theo Pijper · Mark Stiekema                | Francja · Stéphane Trésarrieu · Mathieu Trésarrieu · Philippe Ostyn · Jérôme Lespinasse    |       |
| 2010                         | Morizès           | Niemcy · Matthias Kröger · Stephan Katt · Richard Speiser · Martin Smolinski       | Francja · Stéphane Trésarrieu · Mathieu Trésarrieu · Jérôme Lespinasse · Théo Di Palma | Holandia · Theo Pijper · Dirk Fabriek · Mark Stiekema · Sjoerd Rozenberg                   |       |
| 2011                         | Scheeßel          | Niemcy · Stephan Katt · Richard Speiser · Jörg Tebbe · Martin Smolinski            | Holandia · Jannick de Jong · Sjoerd Rozenberg · Mark Stiekema · Jeffrey Woortman       | Wielka Brytania · Paul Cooper · Andrew Appleton · Glen Phillips · Mitch Godden             |       |
| 2012                         | Saint-Macaire     | Niemcy · Matthias Kröger · Stephan Katt · Jörg Tebbe · Bernd Diener                | Wielka Brytania · Paul Cooper · Glen Phillips · Richard Hall · David Howe              | Francja · Stéphane Trésarrieu · Mathieu Trésarrieu · David Bellego · Gabriel Dubernard     |       |
| 2013                         | Folkestone        | Holandia · Jannick de Jong · Dirk Fabriek · Theo Pijper · Mark Stiekema            | Francja · Stéphane Trésarrieu · Mathieu Trésarrieu · Dimitri Bergé · Théo Di Palma     | Wielka Brytania · Richard Hall · Andrew Appleton · Glen Phillips · Paul Cooper             |       |
| 2014                         | Forssa            | Niemcy · Enrico Janoschka · Jörg Tebbe · Erik Riss · Stephan Katt                  | Holandia · Jannick de Jong · Dirk Fabriek · Theo Pijper · Henry van der Steen          | Francja · Stéphane Trésarrieu · Mathieu Trésarrieu · Théo Di Palma                         |       |
| 2015                         | Mühldorf am Inn   | Wielka Brytania · Glen Phillips · Andrew Appleton · Richard Hall · James Shanes    | Niemcy · Jörg Tebbe · Michael Härtel · Stephan Katt · Erik Riss                        | Finlandia · Jesse Mustonen · Aki-Pekka Mustonen · Aarni Heikkilä · Matias Mäenpää          |       |
| 2016                         | Mariańskie Łaźnie | Holandia · Jannick de Jong · Theo Pijper · Dirk Fabriek · Romano Hummel            | Niemcy · Martin Smolinski · Jörg Tebbe · Michael Härtel · Stephan Katt                 | Czechy · Josef Franc · Hynek Štichauer · Martin Málek                                      |       |
| 2017                         | Roden             | Niemcy · Michael Härtel · Martin Smolinski · Stephan Katt · Lukas Fienhage         | Francja · Stéphane Trésarrieu · Mathieu Trésarrieu · Dimitri Bergé · Gaétan Stella     | Holandia · Theo Pijper · Dirk Fabriek · Romano Hummel · Dave Meijerink                     |       |
| 2018                         | Morizès           | Francja · Mathieu Trésarrieu · David Bellego · Dimitri Bergé · Stéphane Trésarrieu | Wielka Brytania · James Shanes · Zach Wajtknecht · Chris Harris · Adam Ellis           | Niemcy · Jörg Tebbe · Lukas Fienhage · Danny Maaßen · Jens Benneker                        |       |
| Long Track of Nations        |                   |                                                                                    |                                                                                        |                                                                                            |       |
| 2019                         | Vechta            | Francja · Mathieu Trésarrieu · Dimitri Bergé · David Bellego · Stéphane Trésarrieu | Czechy · Josef Franc · Martin Málek · Hynek Štichauer · Michal Škurla                  | Niemcy · Martin Smolinski · Lukas Fienhage · Max Dilger · Jörg Tebbe                       |       |
| 2020                         | Morizès           | Mistrzostwa zostały odwołane z powodu pandemii COVID-19.                           | [ 1 ]                                                                                  |                                                                                            |       |
| 2021                         | Roden             | Mistrzostwa zostały odwołane z powodu pandemii COVID-19.                           |                                                                                        |                                                                                            |       |
| 2022                         | Herxheim          | Niemcy · Erik Riss · Lukas Fienhage · Max Dilger                                   | Czechy · Martin Málek · Hynek Štichauer · Josef Franc                                  | Francja · Mathieu Trésarrieu · Stéphane Trésarrieu · Mathias Trésarrieu                    | [ 2 ] |
| 2023                         | Roden             | Holandia · Romano Hummel · Dave Meijerink · Jannick de Jong · Mika Meijer          | Niemcy · Martin Smolinski · Erik Riss · Jörg Tebbe · Stephan Katt                      | Wielka Brytania · Chris Harris · Andrew Appleton · Zach Wajtknecht · Paul Hurry            |       |
| 2024                         | Morizès           | Niemcy · Erik Riss · Lukas Fienhage · Max Dilger                                   | Francja · Stéphane Trésarrieu · Dimitri Bergé · Mathias Trésarrieu · Jordan Dubernard  | Wielka Brytania · Zach Wajtknecht · Chris Harris · Andrew Appleton · Edward Kennett        |       |
| 2025                         | Vechta            |                                                                                    |                                                                                        |                                                                                            |       |

## Klasyfikacja medalowa

### Według państw
Stan po sezonie 2024
| Lp. | Państwo         | Złoto | Srebro | Brąz | Razem |
| --- | --------------- | ----- | ------ | ---- | ----- |
| 1.  | Niemcy          | 10    | 3      | 2    | 15    |
| 2.  | Holandia        | 3     | 4      | 2    | 9     |
| 3.  | Francja         | 2     | 4      | 5    | 11    |
| 4.  | Wielka Brytania | 1     | 3      | 5    | 9     |
| 5.  | Czechy          | –     | 2      | 1    | 3     |
| 6.  | Finlandia       | –     | –      | 1    | 1     |

### Według zawodników
Stan po sezonie 2024
Tabela obejmuje pierwszą 10. najbardziej utytułowanych zawodników.
| Lp. | Zawodnik         | Państwo  | Lata      | Złoto | Srebro | Brąz | Razem |
| --- | ---------------- | -------- | --------- | ----- | ------ | ---- | ----- |
| 1.  | Stephan Katt     | Niemcy   | 2007–2023 | 7     | 3      | –    | 10    |
| 2.  | Matthias Kröger  | Niemcy   | 2007–2012 | 5     | –      | –    | 5     |
| 3.  | Jannick de Jong  | Holandia | 2008–2023 | 3     | 4      | –    | 7     |
| 4.  | Jörg Tebbe       | Niemcy   | 2011–2023 | 3     | 3      | 2    | 8     |
| 5.  | Martin Smolinski | Niemcy   | 2010–2023 | 3     | 2      | 1    | 6     |
| 6.  | Erik Riss        | Niemcy   | 2014–2024 | 3     | 2      | –    | 5     |
| 7.  | Lukas Fienhage   | Niemcy   | 2017–2024 | 3     | –      | 2    | 5     |
| 8.  | Gerd Riss        | Niemcy   | 2007–2009 | 3     | –      | –    | 3     |
| 8.  | Richard Speiser  | Niemcy   | 2009–2011 | 3     | –      | –    | 3     |
| 8.  | Enrico Janoschka | Niemcy   | 2007–2014 | 3     | –      | –    | 3     |

## Reprezentacje występujące w mistrzostwach
Legenda
- – mistrzostwo
- – wicemistrzostwo
- – trzecie miejsce
- 4–9 – miejsca 4–9
- +  – mieli wziąć udział, ale mistrzostwa odwołano
- –  – nie brali udziału
- – gospodarz finału

| Reprezentacja   | 2007 (6) | 2008 (6) | 2009 (6) | 2010 (6) | 2011 (6) | 2012 (6) | 2013 (7) | 2014 (6) | 2015 (6) | 2016 (7) | 2017 (7) | 2018 (6) | 2019 (6) | 2020 (7) | 2021 (9) | 2022 (8) | 2023 (7) | 2024 (7) |
| --------------- | -------- | -------- | -------- | -------- | -------- | -------- | -------- | -------- | -------- | -------- | -------- | -------- | -------- | -------- | -------- | -------- | -------- | -------- |
| Australia       | –        | –        | –        | –        | –        | –        | 5        | –        | –        | –        | –        | –        | –        | –        | –        | –        | –        | –        |
| Czechy          | 4        | 5        | 5        | 6        | 4        | 5        | 7        | 6        | 6        | Bronze   | 4        | 5        | Silver   | +        | +        | Silver   | 5        | 5        |
| Dania           | –        | –        | –        | –        | –        | –        | –        | –        | –        | –        | –        | –        | –        | +        | +        | 6        | 6        | 6        |
| Finlandia       | 6        | 4        | 6        | 5        | 6        | 6        | 6        | 4        | Bronze   | 5        | 7        | –        | –        | –        | +        | 8        | 4        | 4        |
| Francja         | Bronze   | 6        | Bronze   | Silver   | 5        | Bronze   | Silver   | Bronze   | 4        | 6        | Silver   | Gold     | Gold     | +        | +        | Bronze   | 7        | Silver   |
| Holandia        | 5        | Silver   | Silver   | Bronze   | Silver   | 4        | Gold     | Silver   | 5        | Gold     | Bronze   | 4        | 5        | +        | +        | 4        | Gold     | 7        |
| Niemcy          | Gold     | Gold     | Gold     | Gold     | Gold     | Gold     | 4        | Gold     | Silver   | Silver   | Gold     | Bronze   | Bronze   | +        | +        | Gold     | Silver   | Gold     |
| Polska          | –        | –        | –        | –        | –        | –        | –        | –        | –        | –        | –        | –        | –        | –        | +        | 7        | –        | –        |
| Szwecja         | –        | –        | –        | –        | –        | –        | –        | –        | –        | –        | 5        | 6        | 6        | +        | +        | –        | –        | –        |
| Wielka Brytania | Silver   | Bronze   | 4        | 4        | Bronze   | Silver   | Bronze   | 5        | Gold     | 4        | 6        | Silver   | 4        | +        | +        | 5        | Bronze   | Bronze   |